# Giovannino de’ Dolci
Giovannino de’ Dolci, auch Giovannino di Pietro de’ Dolci, Giovanni de’ Dolci oder Giovanni Dolci (fl. von 1458 bis 1484), war ein italienischer Architekt und Holzbildhauer.

## Leben

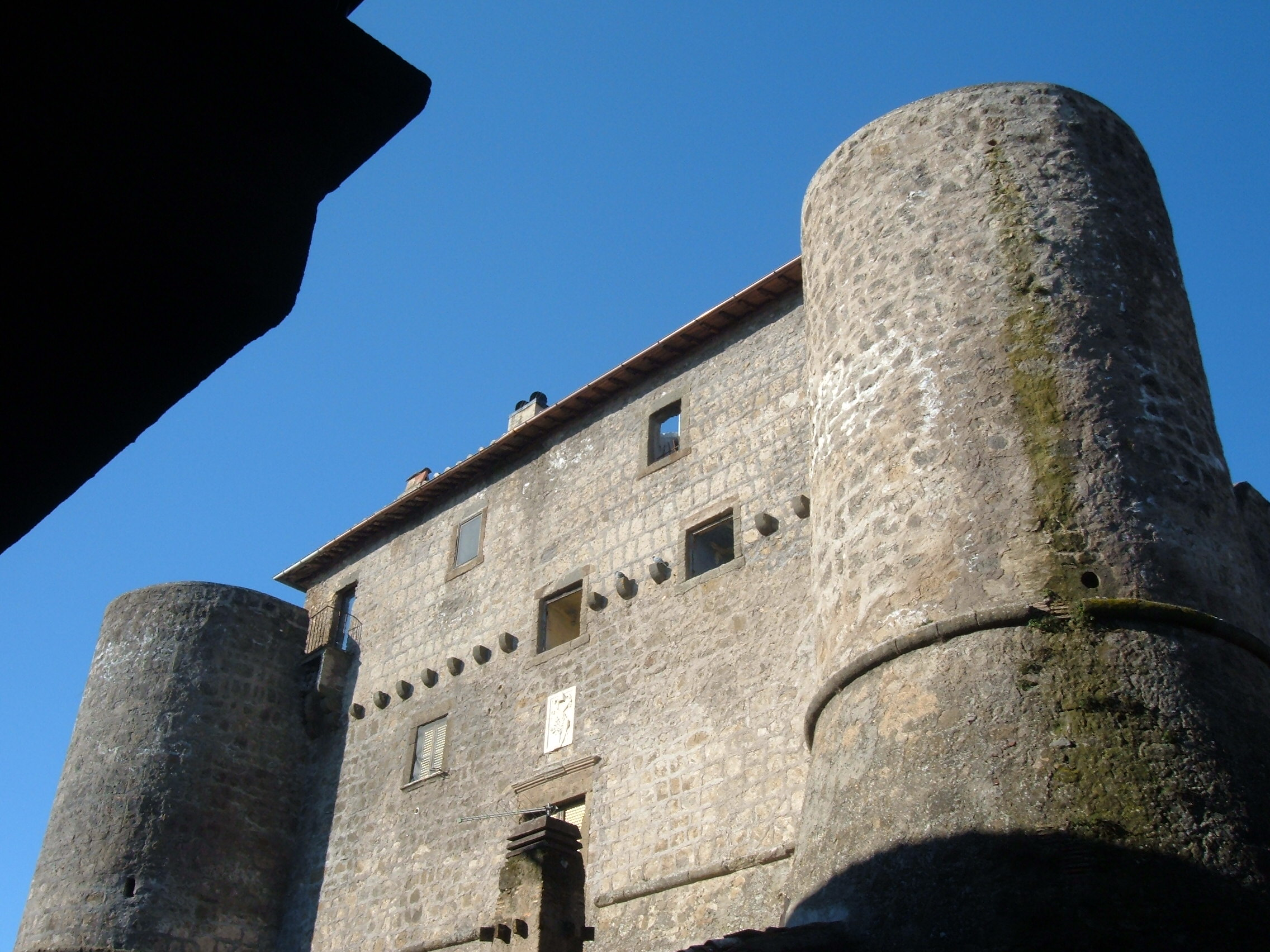
Zitadelle von Ronciglione

Giovannino de’ Dolci war der Sohn von Pietro di Domenico, genannt Rasci. Das Geburtsdatum des in Florenz geborenen Künstlers ist nicht bekannt. Vermutlich zog er bereits während des Pontifikats von Nikolaus V. (1447–1455) nach Rom und eröffnete dort eine Werkstatt. Erstmals ist er 1458 nachgewiesen, als er für den Hof von Papst Pius II. eine Holztruhe anfertigte.
Ab 1460 taucht sein Name in den vatikanischen Auftragsbüchern häufiger auf, vor allem unter dem Pontifikat von Papst Paul II. (1464–1471). Für den Vatikanpalast fertigte er mehrere Arbeiten auch mit Hilfe von Gesellen an. Neben seiner Arbeit als Holzbildhauer war ihm auch die Überwachung der Restaurierungsarbeiten am alten Glockenturm des Petersdoms anvertraut worden. Nach Oskar Pollack erhielt er von Paul II. den Titel des „Aufsehers der Staatsbauten“. De’ Dolci führte auch Arbeiten an der Basilika San Marco und am Palazzo Venezia durch. Zugwiesen werden ihm die Arbeiten am Portikus der Basilika Santi Apostoli, auch wenn sie nicht dokumentarisch belegt sind.
Dokumentarisch belegt ist seine Beteiligung am Bau der Sixtinischen Kapelle unter Sixtus IV. So unterzeichnete er beispielsweise die Arbeitsverträge mit Freskanten, die den ersten Teil der Ausschmückung  der Kapelle übernahmen. 1482 gehörte er der Kommission an, die die ausgeführten Fresken zu beurteilen hatte. In der Vergangenheit wurde Giovannino de’ Dolci sogar als vermeintlicher Architekt der Sixtinischen Kapelle gehandelt. Da er in den Dokumenten der Sixtinischen Kapelle nicht mit dem Titel architectus aufscheint, ist es sehr wahrscheinlich, dass er lediglich die Bauarbeiten der Kapelle nach den Bauplänen von Baccio Pontelli geleitet hat. Eine Form der Zusammenarbeit, die damals durchaus nicht  ungewöhnlich war.
Seine Fertigkeiten als Bauleiter unterstrich De’ Dolci auch im Festungsbau. So war er ab 1476 als architectus mit dem Neubau der Rocca von Ronciglione betraut worden. Im Übrigen die einzige Baustelle, die er mit dem Titel Architekt führte. Als er sich 1480 in der Nähe ein Haus kaufte, waren die Arbeiten an der Festung noch nicht abgeschlossen. 1481 betraute ihn Papst Sixtus IV. mit dem Wiederaufbau des Hafens von Civitavecchia und dem Neubau der Rocca. Möglicherweise setzte sich in Civitavecchia seine Zusammenarbeit mit Pontelli fort.
Zusammen mit seinem Bruder Marco lieferte er zudem zwischen 1477 und 1481 die vollständige Inneneinrichtung der neuen Vatikanischen Bibliothek. Letztmals ist er 1484 dokumentiert, als er in Rom Bauarbeiten beaufsichtigte. Vermutlich verstarb er kurze Zeit später.
Er fand seine letzte Ruhestätte in der Basilika Santa Maria Nuova.